# Ogre (vattendrag)
Ogre är en flod i Lettland. Den är 188 km lång och är ett nordligt biflöde till Daugava som mynnar i Rigabukten. Källan är sjön Sivēniņš och den mynnar i Daugava vid staden Ogre. 

## Etymologi
Det finns flera etymologiska namntillblivelsescenarier för Ogre, bland annat det ryskspråkiga, där namnet tros stamma från (угри, ugri , som betyder "ål"). Därtill nämns en folklegend, där vattendraget påstås ha namngivits av Katarina den stora, för vilket bevisföring saknas. Vidare märks den estniske lingvisten Paul Alvres hävdande, att namnet kan hänga samman med vattendragets tidigare namn (Wogene, Woga) som nämns i Henrik av Lettlands krönika. Det senare påstås av den förre kunna härledas ur estniskan (voog, "ström, vågor").

## Bifloder
| Vänster bifloder: - Viešupe (15 km); - Ilzīte (12 km); - Valola (17 km); - Sumulda (12 km); - Lobe (22 km). | Höger bifloder: - Gāršupe (12 km); - Sustala (16 km); - Risene (10 km); - Alainīte (12 km); - Meltne (13 km); - Nāruža (12 km); - Līčupe (40 km); - Skolasupe (14 km); - Aviekste (28 km); - Ranka (21 km). - Norupīte (21 km). |

## Bildgalleri

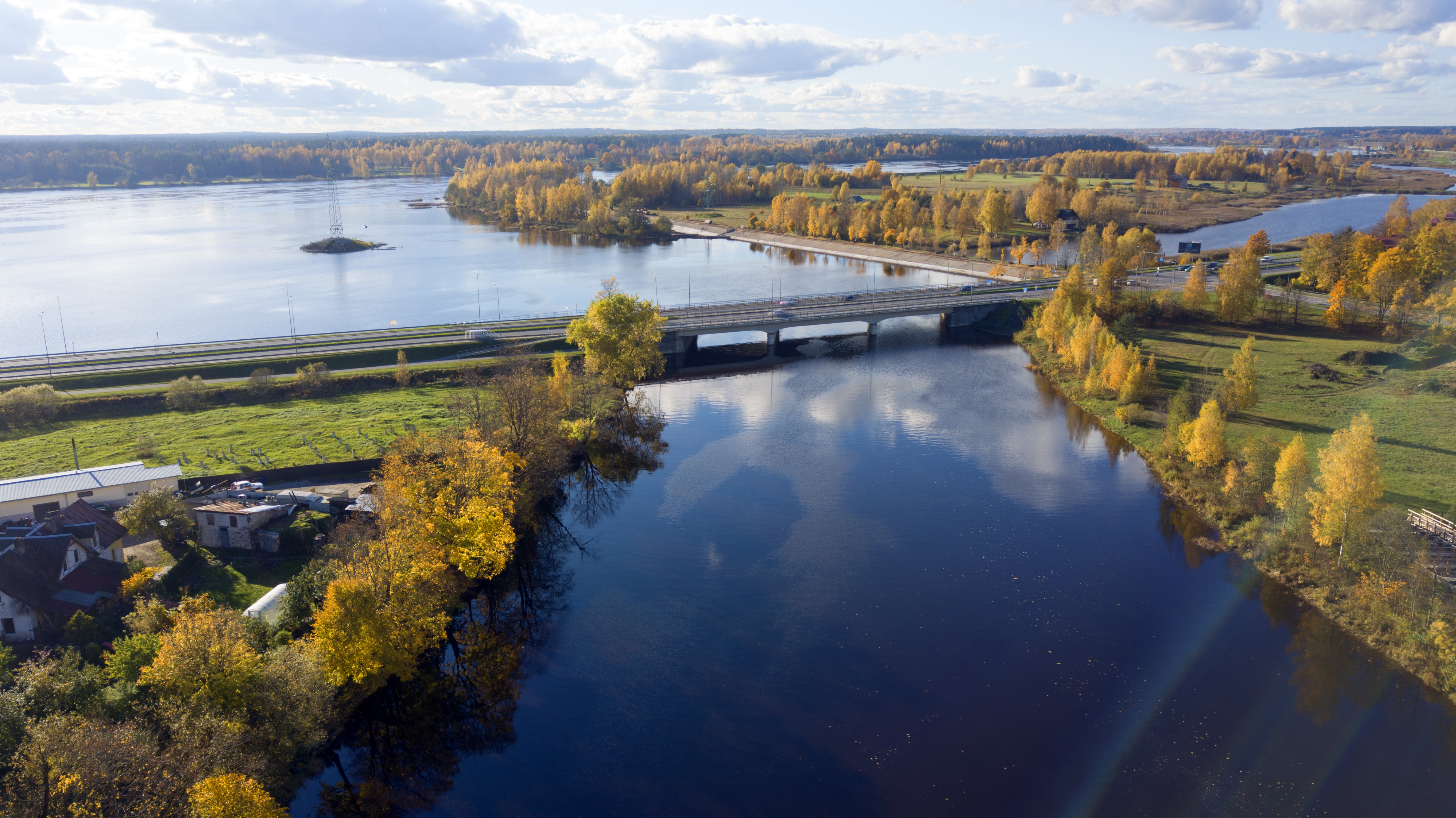
Ogre rinner ut i Daugava
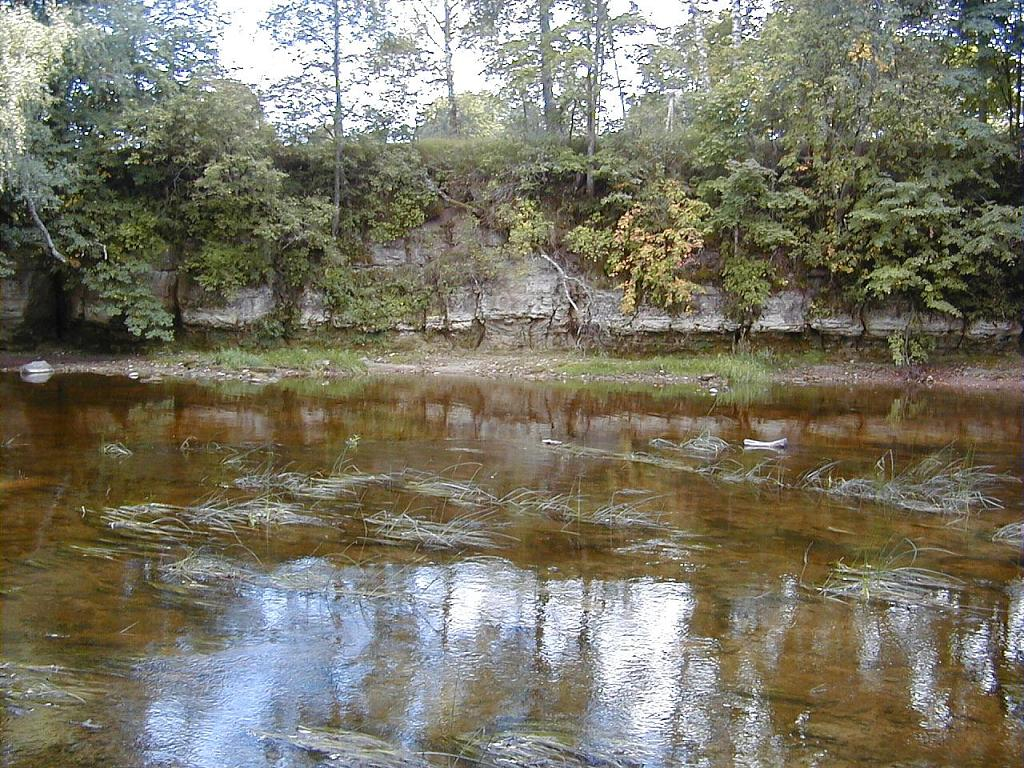
Kalnrēžu sandsten
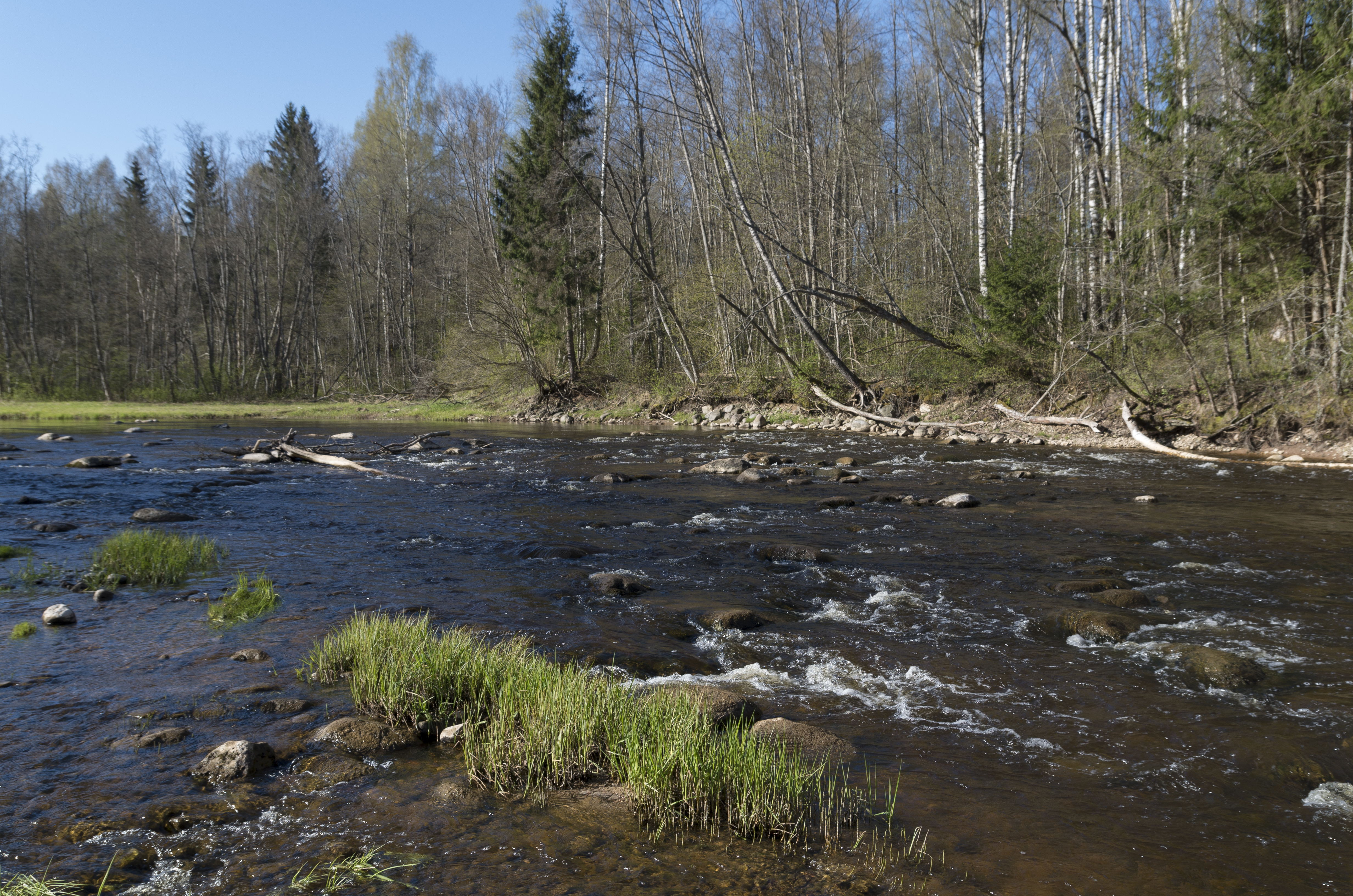
Brāžu fors
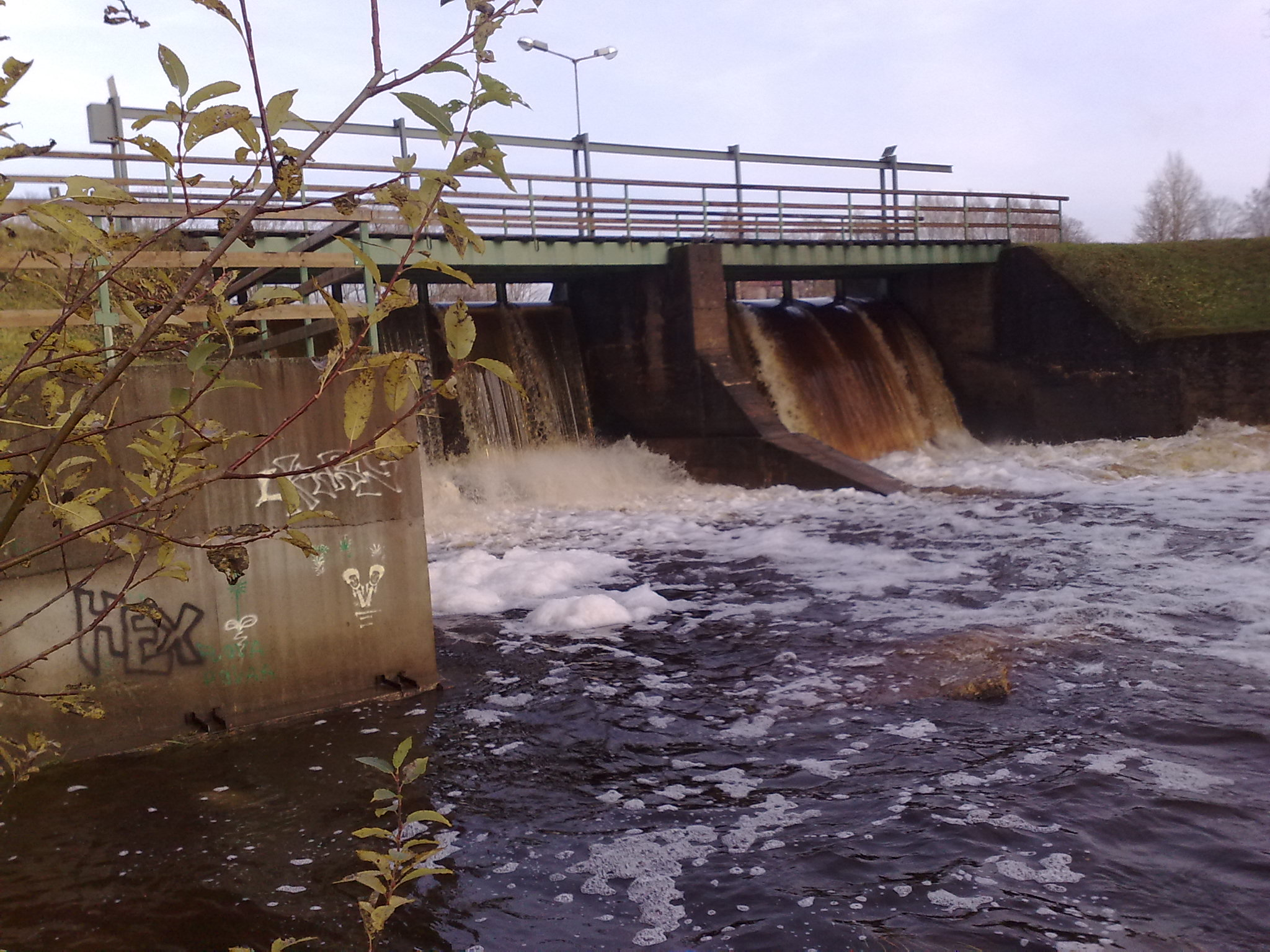
Ērgļi vattenkraftverk